# زائدة كلابية

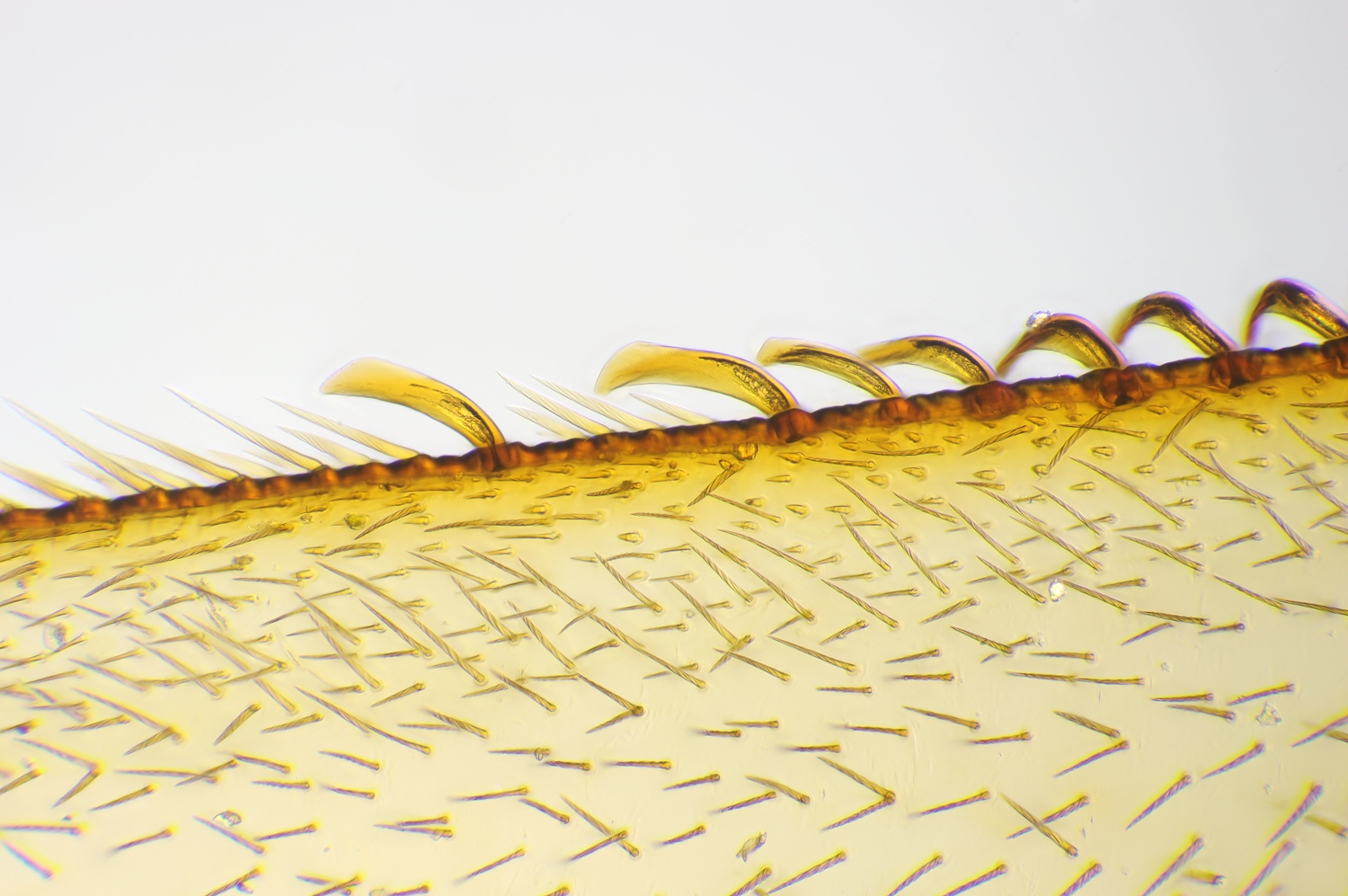
زائدة كلابية

الزائدة الكلابية أو الشِصّ (بالإنجليزية: Hamus or Hamulus)‏ هو مصطلح من علم التشكل أو من علم التشريح في أفرع عديدة من علم الأحياء. وهي تصف البنى التي تعمل ككلابات أو كلابات صغيرة أو تكون على شكلهما.

## المصطلحات المشتقة
المصطلحات آتية مباشرة من اللغة اللاتينية، حيث يعني المصطلح Hamus «كلاب». والجمع هو كلابات.
أما المصطلح Hamulus فهو تصغير - شص أو كلاب صغير. والجمع هو شصات.
والصفات هي كلابي وشصي، كما في «المقرن المجنح الشصي»، وفيه يتم توصيل أجنحة بعض الحشرات في الطيران بتثبيت الشصات على أحد الأجنحة، في طيات على جناح مطابق. وشصي قد تعني أيضًا «وجود شصات». وقد اُستخدمت أيضًا المصطلحات "hamose"، و"hamular"، و"hamous" و"hamiform" لتعني «مكلب»، أو «على شكل كلاب». ومصطلحات مثل «كلابي» والتي لا تدل عادة على صيغة تصغير، تشير على وجه الخصوص إلى كلاب عند الطرف، حيث تميل مصطلحات التصغير مثل "hamulose" إلى التلميح إلى أن شيءًا ما محاط بكلابات صغيرة.

## التطبيقات
تُستخدم المصطلحات عمومًا في علم التشريح وعلم التشكل.

## التشريح
في تشريح الفقاريات، الشص هو جزء صغير كلابي الشكل، من العظم أو ربما من نسيج صلب آخر.
وفي تشريح الإنسان، تشتمل الأمثلة على:
- الشِّصُّ الجَناحِيّ (بالإنجليزية: pterygoid hamulus)‏
- شص العظم الكلابي
- الشِّصُّ الدَّمْعِيّ (بالإنجليزية: lacrimal hamulus)‏
- شِصُّ العَظْمِ الغِرْبالِيّ (= الناتئُ الشِّصِّيُّ لِلعَظْمِ الغِرْبالِيّ) (بالإنجليزية: hamulus of ethmoid bone)‏

## المفصليات
في علم تشكيل مفصليات الأرجل الشصات هي الكلابات الصغيرة، وعادة تكون في شكل نتوءات على سطح الهيكل الخارجي. والكلابات قد تكون اندلاقات فعلية بالسُمك الكلي للهيكل الخارجي. وقد تكون الأمثلة الأكثر شهرة صف الشصات على الحافة الأمامية لأجنحة الجزء الأخير من الصدر (الخلفية) بغشائيات الأجنحة مثل نحل العسل. وتتصل الكلاليب بطية على الحافة الخلفية لأجنحة الجزء الأوسط من الصدر (الأمامية).
من المُدرك على نطاق أقل اتساعًا أن هناك شصات مماثلة، وبالرغم من أنها في العادة أقل، لكنها تُستخدم في مقرن الجناح في قصيات الخرطوم، ورتيبة المن والحشرات القشرية. وفي قصيات الخرطوم يحدث قرن الأجنحة ذلك على وجه الخصوص في ذكور بعض الأنواع. وكثيرًا ما تكون الأجنحة الخلفية لتلك الرتيبة مختزلة أو مفقودة، وفي أنواع عديدة نجد أن آخر أثر للجناح الخلفي موجود يكون حزامًا صغيرًا عديم الفائدة يمسك الشصات، لا يزال مثبتًا في الطية الموجودة بالأجنحة الأمامية الكبيرة.
وفي تلك القافزات بالذنب (الكهدليات) التي لها فريقة، يحمل الجانب السفلي من الجزء البطني بنية كلابية، يُطلق عليها بطرق مختلفة مشباث أو خطاف صغير. وهي تحافظ على جاهزية الفريقة للإطلاق في أوقات الطوارئ.
تُستخدم المصطلحات أيضًا في التشريح الوصفي للأعضاء التناسلية لبعض الحشرات، مثل الشصات في أنواع اليعسوبيات و«الكلاب» للجزء الكلالبي للمعقف في ذكور قشريات الجناح.

## علم النبات
في علم النبات تشير مثل هذه الكلمات بشكل كبير إلى الهُلب الكلابية أو الشُوَيْكَة الخُطّافيّة مثل الكلابات الموجودة على محور أرشيلا في نبات أنسينيا، والتي تُلصق الثمار بالحيوانات المارة، أو الكلابات التي تعمل بطريقة مماثلة في القرطب، والمعروف بأنه مصدر الإلهام المزعوم لمشابك فيلكرو.